# Schizotetranychus tephrosiae
Schizotetranychus tephrosiae är en spindeldjursart som beskrevs av Gutierrez 1968. Schizotetranychus tephrosiae ingår i släktet Schizotetranychus och familjen Tetranychidae. Inga underarter finns listade i Catalogue of Life.